# Thirsty Ear
Thirsty Ear est un label indépendant américain, basé à Norwalk, dans le Connecticut. Il est fondé en 1977 par Peter Gordon.

## Histoire
À sa création, en 1977, Thirsty Ear est la première société américaine de marketing de musiques alternatives. À l'époque, ils travaillent avec des artistes tels que David Bowie, Talking Heads, The Police, The Jazz Crusaders ou Pat Metheny qui étaient à l'époque considérés comme alternatifs. Ils collaborent avec beaucoup des labels américains et anglais que ce soit des labels indépendants ou des majors.
En 1990, avec l'aide de Sony et Columbia Records, Thirsty Ear sort sa première série d'enregistrements. Ils se focalisent alors sur le rock et l'ambient jusque 2000 ou ils décideront de prendre une tout autre direction. En 1999, Peter Gordon rencontre Matthew Shipp par le biais d'Henry Rollins qui a créé le label 21361, et avec qui il a une première expérience d'enregistrement d'un disque de jazz. En 2000 ils décident alors de travailler ensemble sur une nouvelle série d'enregistrements qui seront appelés Blue Series.

## Groupes et artistes
- Antipop Consortium
- The Blue Series Continuum
- The Blue Series Sampler
- Beans
- Tim Berne
- Big Satan
- blink.
- Guillermo E. Brown
- Roy Campbell, Jr.
- DJ Spooky
- DJ Spooky and Dave Lombardo
- DJ Wally
- Mark Eitzel
- El-P
- Free Form Funky Freqs
- The Free Zen Society
- The Gang Font
- Mary Halvorson et Jessica Pavone
- Charlie Hunter et Bobby Previte (Groundtruther)
- Albert King
- KTU
- Mike Ladd
- Mat Maneri
- Meat Beat Manifesto
- Nils Petter Molvær
- Ben Neill
- OP8
- William Parker
- Rock the Net
- Daniel Bernard Roumain (DBR)
- Carl Hancock Rux
- Sex Mob
- Matthew Shipp
- Sigmatropic
- Spring Heel Jack
- Craig Taborn
- Visionfest
- David S. Ware
- Pete Wyer
- Yohimbe Brothers
- Eri Yamamoto